# Mdadm

mdadm은 소프트웨어 RAID 장치들을 관리하기 위한 리눅스 유틸리티이다.

## 기능

### RAID 구성
- RAID 0
- RAID 1
- RAID 0 + 1
- RAID 4
- RAID 5
- RAID 6
- RAID 10

### 비 RAID 구성
- LINEAR
- MULTIPATH
- FAULTY
- CONTAINER